# مقابر اليهود (البساتين)

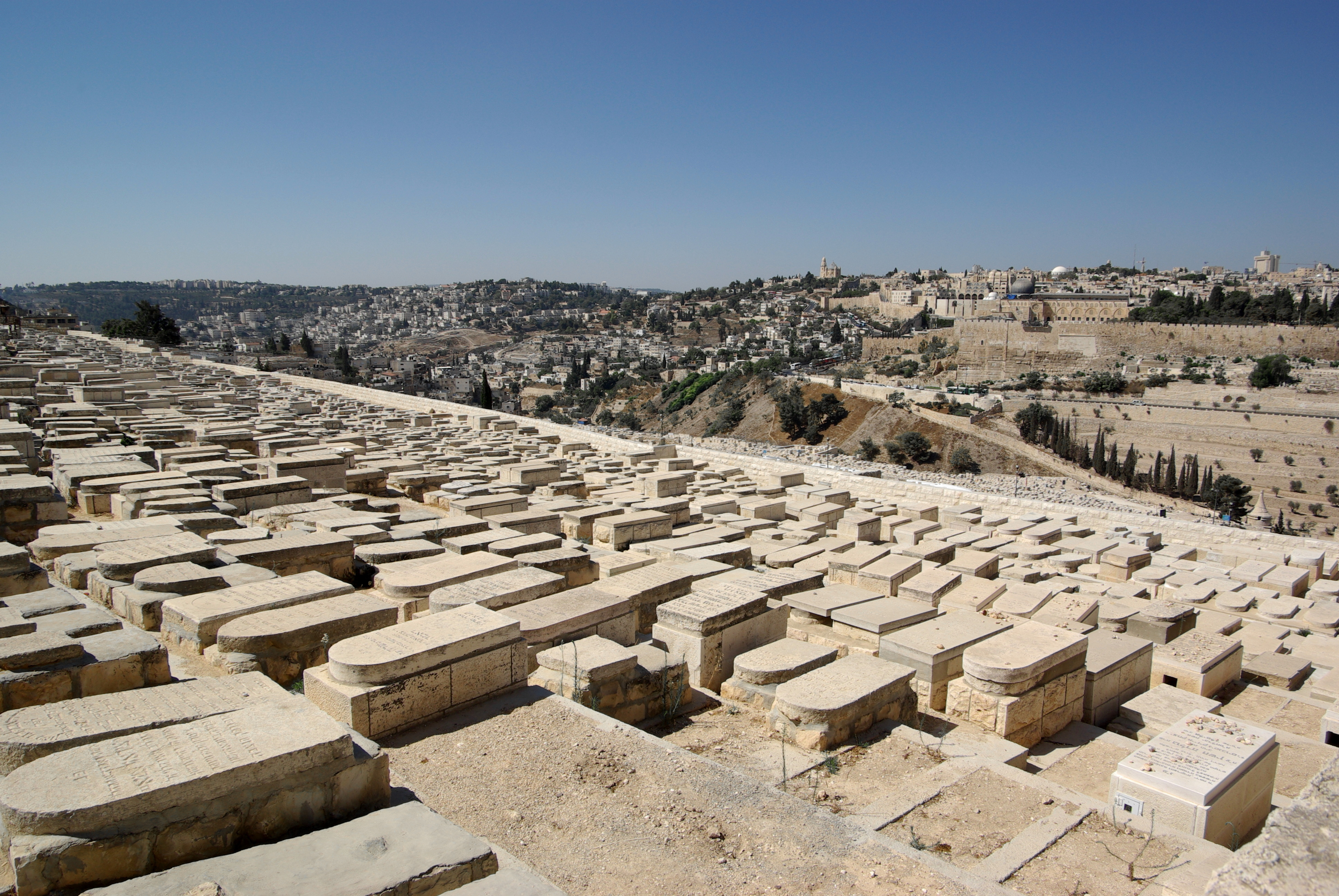

مقابر البساتين أو ترب اليهود أو مقابر اليهود بالبساتين، هي مجموعة مقابر بحي البساتين بالقاهرة، بتضم رفات اليهود المصريين والمقيمين قبل هجراتهم الجماعية من مصر، تعتبر مقابر اليهود بالبساتين ثانى أقدم مقبرة يهودية في العالم بحسب الجالية اليهودية في القاهرة، و مساحتها 120 فدانا تقريبا، حيث يتقاسم دى المساحة طائفة القرائيين وطائفة الربانيين.

## تاريخ
مقبرة البساتين يطلق عليها السكان المحليون في العام اسم "مقابر اليهود"، وهي تضم أجزاء من اليهود المصريين والمقيمين في مصر قبل هجرتهم الجماعية من مصر، وتعتبر مقبرة البساتين اليهودية ثاني أقدم مقبرة يهودية في العالم حسب الجالية اليهودية في القاهرة، وتبلغ مساحتها حوالي 120 فدانًا، حيث تتقاسم المنطقة الطائفة القرائية والطائفة الحاخامية. وقد تبرع بها أحمد بن طولون في القرن التاسع الميلادي. وهي قطعة أرض مساحتها 120 فدانًا، كانت جزءًا من منطقة صحراء البساتين، بحسب ما ذكرته الطائفة اليهودية في مصر، وتعتبره أحد معابدها. امتلأت هذه المنطقة بسكان المقابر، حيث أقيمت على أنقاض هذه المقابر منطقة تسمى عزبة النصر، واستمرت في ضم المنطقة السكنية المجاورة للمساحة المتبقية من المقابر اليهودية. تحتوي المنطقة على مجمع مدارس الفسطاط وعدد من المساجد. يحدها من الجنوب الطريق الدائري، ومن الشرق طريق الأوتوستراد، ومن الشمال شركة دباغة الجلود، ومن الغرب سوق السيارات. ويمثل الجزء المتبقي من المقابر اليهودية "أقل من 30%" من المقابر التي كانت موجودة قبل عام 1970، والجزء الأكبر من هذه المقابر استوطنه سكان قادمون من خارج القاهرة. ومع مرور الزمن انتشرت حولها المباني العشوائية من كل جانب، وأطلقت على المنطقة هذا الاسم (ترب اليهود) أو عزبة النصر. وتعمل على هذه الأراضي بعض ورش الرخام الصغيرة، وتقوم بتصنيع منتجات الرخام الصغيرة التي تعتمد في صناعتها على الرخام الذي يأتي إليها من المنطقة المجاورة المسماة شق الطيبان “ممر الثعبان”، المشهورة بمصانع الرخام العملاقة التي أنشأها أهل البساتين وغيرهم من المهنيين في هذه الصناعة. تمثل صناعة الجرانيت والرخام مصدرا أساسيا للدخل القومي نتيجة كونها صناعة تصديرية، بالإضافة إلى كونها صناعة تتطلب عمالة مكثفة حسب عدد أو حجم الأيدي العاملة. منطقة الزيارة لمقبرة البساتين أو "مقابر اليهود"، تضم الآن ثلاثة أماكن رئيسية؛ المقبرة العامة، ومقبرة حاييم كبوتشي، ومقبرة موسى منشا.

## موقع
تقع في الجهة الشرقية من البساتين، بين وسط القاهرة وحي المعادي، ويحدها من الجنوب طريق الكوبرى الدائرى ومن الشرق طريق النصر (الأوتوستراد)، ومن الشمال مدابغ الجلود، ومن الغرب سوق العربيات.

## أشهر من دفن بها
يعد أشهر من دفن بمقابر اليهود "يعقوب بن كلس"، اللى عهد اليه الخليفة المعز لدين الله بولاية الخراج، ما يوضح درجة التسامح بين المسلمين واليهود، والحاخام سعديا غاؤن المعروف باسم سعيد الفيومى، من الذين كتبوا الكتاب المقدس باللغة العربية ووضع أسس النحو العبرى، واعتبر دوليا بوصفه شخصية اليهودية البارزة والأدبية والسياسية في العصور الوسطى، كذلك "موسى بن ميمون" الذي استقر في مصر منذ عام 1165 ميلادية وشغل منصب طبيب بلاط السلطان صلاح الدين الأيوبي، وكان يشغل منصب نقيب الطائفة اليهودية.
ومن أشهر العائلات اليهودية بها، والتي أثرت في الاقتصاد المصري عائلة موصيري وعائلة قطاوي وعائلة منشه وعائلة عدس وعائلة رولو، لهم أثر كبير بتبرعهم لزيادة مساحة المقبرة لليهود في البساتين، ومثلوا المصالح الايطالية في مصر.
ومن الشخصيات التى تضمها مقابر اليهود بالبساتين يوسف القدسى الذى تسجل الوثائق توقيع عقد بينه وبين ناظر خاص للملك بسراى عابدين لتوريد قطع الكنب والكراسى مع قائمة بيها سنة 1938، والحاخام ديفيد فريدمان ومدون على مقبرته 1882 دون الاشارة ان كان ده التاريخ لمولده أم لوفاته و هو من يهود بيرث في أستراليا.
كذلك مقبرة لـسنجر وهو كاتب ايزاك باشيفيس سنجر ولد في بولندا لعيله حاخامية، تحمل رواياته تأريخ لمرحلة مهمة من تاريخ اليهود، ولد في سنة 1904 وتوفى في 1990، ومقبرة ليعقوب دى منشة عميد عائلة منشه والذى ولد بالقاهرة سنة 1807، واستمر مقيما بيها حيث عمل بتجارة العملة بحارة اليهود، وتوفى سنة 1887.
ودفن بها ريجين ايزاك ليفى الذى توفى في 25 ديسمبر 1991 وروزا سبيتين المتوفاة في 24 اغسطس 1995، وسيرين بردمبرج 1997، وروبرت تاحمان المولود في 1914 والمتوفى في 1999، وسارى عزرا المتوفاة في 22 نوفمبر 1942 وروز زعفرانى التى طمس الزمن بياناتها واهرينتين المولود في يوليه 1862 وتوفى في ديسمبر 1895وديموند ساريدار المتوفى في 16 يوليه 1942 وبيلاهو فسكى المتوفى في 27 اغسطس 1945 وابدى بيريز المولودة سنة 1913 وتوفت في 1945 وراشيل بيريز المتوفاة في 27 اغسطس 1945، وباكينا ليفى المجهولة التواريخ، حاييم بيجيو المتوفى في 25 نوفمبر 1944، وكلهم رجل أعمال بارزين في الاقتصاد المصري.

## تطوير المقبرة
وضعت خطة قامت بيه الطائفة اليهودية في مصر للتطوير المقبرة والبحث عن أمكان الدفن للمشاهير داخلها، بتبرعات خارجية من السفارة الأميريكية في مصر، قامت خالالها بالعثور علي مقبرة حاييم كابوسى وضريح قطاوى باشا مويس ورودريغز و عدس، وروبرت تاحمان الذى دفن في 1899 وولد في 1914 بحسب ما هو مدون بالمقبرة.